# Aldo Petacchi
Aldo Petacchi (Pontremoli, 16 settembre 1916 – Milano, 6 ottobre 1965) è stato un politico esponente della Resistenza italiano.

## Biografia
Il padre Elia, ferroviere di Avenza, mazziniano, è trasferito per motivi di lavoro in diverse città per cui i figli nascono ad Avenza, Pontremoli e Livorno. Alla fine della prima guerra mondiale la famiglia torna ad Avenza. La loro casa è frequentata dagli antifascisti del paese, tra i quali alcuni esponenti dell'anarchismo come Gino Lucetti, Gino Bibbi con la sorella Maria, e Gino Menconi, dapprima repubblicano e poi aderente al partito comunista.
Il padre di Aldo, già segnalato nel casellario politico centrale nel 1932, morirà in circostanze poco chiare nel 1935.
Aldo è il più piccolo dei fratelli e sarà per tutti Aldino.
È arrestato per la prima volta nel 1936 in seguito all'intercettazione di una sua lettera al fratello Giuseppe, combattente nelle brigate internazionali in Spagna, nella quale lo informa del ritorno ad Avenza di Gino Menconi. È quindi segnalato al casellario politico centrale sotto il nome di Petacchi Aldino, di professione autista e meccanico.
È inviato al confino a Ventotene nel 1937. A Ventotene è aiutato dallo stesso Gino Menconi a recuperare le carenze culturali dovute al suo precoce abbandono scolastico.
Tra gli altri confinati stringe amicizia soprattutto con il comunista Pietro Secchia. E fa la conoscenza anche di Giovanni Roveda, segretario generale della Camera del Lavoro di Torino ed esponente del Comitato centrale del Partito comunista d'Italia.
Liberato nell'agosto del 1943 in seguito alla caduta del fascismo del 25 luglio 1943, Petacchi partecipa il 9 e 10 settembre 1943 ai tentativi di resistenza a Roma, a Porta San Paolo, alla Piramide e al Testaccio. In qualità di stretto collaboratore di Pietro Secchia, parte da Roma l'11 settembre 1943 per raggiungere Milano.
A Milano sono fondate le Brigate Garibaldi e Secchia ne è commissario generale.
Successivamente il CLN Alta Italia invia Petacchi per un breve periodo a Genova.

## L'assalto al carcere degli Scalzi
Rientrato a Milano, Petacchi è incaricato di organizzare l'evasione di Giovanni Roveda, che era già evaso da Ventotene nel marzo 1943, ma che era stato arrestato a Roma dalla banda Koch il 21 dicembre 1943 ed era stato trasferito al carcere degli Scalzi di Verona il 6 gennaio 1944.
Una evasione di Roveda è considerata molto importante per la rilevanza del detenuto e per l'eventuale risvolto propagandistico di una beffa contro il nazifascismo nella sua sede principale in Italia. Esiste già infatti un piano di evasione ideato dal CLN provinciale di Verona, che prevede l'allontanamento di Roveda durante un trasferimento in prefettura per un interrogatorio da ottenere con un mandato falso con la firma del prefetto Piero Cosmin. Il trasferimento di Cosmin a Venezia il 12 maggio 1944 fa fallire il piano.
Il 14 luglio Radio Londra diffonde la falsa notizia di una fuga di Roveda e si prospetta un suo possibile trasferimento da Verona. Aldo Petacchi entra in azione il 17 luglio 1944 al comando del GAP locale, formato da Berto Zampieri, Lorenzo Fava, Danilo Preto, Vittorio Ugolini e Emilio Moretto Berardinelli. 
A bordo di una Lancia Artena, i sei arrivano di fronte al carcere alle 18.20. Moretto, vestito elegantemente, si presenta alla guardia e la minaccia con una pistola. Petacchi, Preto, Fava e Ugolini lo seguono, mentre Zampieri attende in macchina. Petacchi, Preto e Moretto salgono al piano superiore dove Roveda è a colloquio nel parlatorio con la moglie Caterina. Quest'ultima, che era già stata istruita dai gappisti, si allontana dal carcere. Mentre i tre gappisti e Roveda scendono per le scale, qualcuno dà l'allarme e per la strada inizia una sparatoria. L'auto stenta a ripartire e rimangono feriti in cinque. L'azione è durata in tutto cinque minuti. Roveda, ferito all'inguine, e Zampieri, ferito al femore, si mettono in salvo con Petacchi, raggiungendo secondo i piani la casa di Attilio Dabini, un giornalista italo-argentino impiegato all'ufficio stampa della Mondadori. Moretto, ferito al torace, resta alla guida dell'auto con a bordo Ugolini, Preto e Fava. Preto morirà poco dopo, mentre Fava sarà catturato, torturato e morirà dopo qualche settimana.
Dopo l'assalto agli Scalzi, Petacchi prosegue la resistenza in Valsesia come commissario della 124ª Brigata Garibaldi “Pizio Greta”.
Secondo alcune testimonianze è Aldo Petacchi a consegnare a Milano al tesoriere del PCI Alfredo Bonelli, suo compagno di confino a Ventotene, il cosiddetto tesoro di Dongo, cioè i beni sequestrati dalla 52ª Brigata Garibaldi "Luigi Clerici" tra quelli in possesso di Mussolini e i gerarchi al momento della cattura il 28 aprile 1945.
Dopo la guerra e un breve ritorno a Avenza, Petacchi decide di stabilirsi a Milano.
Muore nel 1965 e il funerale si svolge a Avenza in piazza Rivellino, ormai ribattezzata piazza Gino Lucetti. L'orazione funebre è tenuta da Pietro Secchia.